# Jeroen Van Herzeele
Jeroen Van Herzeele (Zottegem, 13 september 1965) is een Belgisch jazzsaxofonist.

## Biografie
Nadat hij reeds tijdens zijn middelbare studies muziekgericht onderwijs volgde, studeerde Van Herzeele verder aan de jazz-studio in Antwerpen. Daar kreeg hij les van Dave Pike, Peter Hertmans en John Ruocco. Momenteel doceert hij aan het conservatorium van Brussel.
Van Herzeele speelde met bekende jazzmuzikanten als Toots Thielemans en Philip Catherine, en speelde in een lange lijst van bands zoals Octurn, het Ben Sluijs Quartet, Mâäk's Spirit, Ivan Paduart quartet, Variations on A Love Supreme (olv Fabrizio Cassol en Kris Defoort), Kris Defoort's Dreamtime en vele andere.
Als bandleider is hij actief met zijn eigen trio en met zijn band Greetings From Mercury (met Peter Hertmans op gitaar, Otti Van Der Werf op basgitaar, Steven Segers als rapper, Stéphane Galland op drums en Michel Andina op sitar).

## Discografie

### Als Bandleider
- Met het Jeroen Van Herzeele Trio (1995)
  - At the Cross Roads
- Met Greetings From Mercury
  - Greetings From Mercury (1998)
  - Continuance (1999)
  - Heiwa (2002)
- Met Ode For Joe
  - Caribbean Fire Dance (1999)
- Peter Hertmans / Jeroen Van Herzeele
  - Ode For Joe (1996)
- Met het Jeroen Van Herzeele Quartet 
  - Da Mo (2009)

### Als Muzikant
- met Mâäk's Spirit
  - Le Nom Du Vent
  - Live (1998)
  - Al Majmaâ (2004)
  - 5 (2006)
- Met Afro Yambi Jazz
  - World Music Party (2006)
- Met het Ben Sluijs Quartet
  - True Nature (2005)
  - Somewhere in Between (2006)
- Met Kris Defoort
  - ConVerSations / ConSerVations (2005)
- Met het Nicolas Thys Trio
  - In My Tree (2003)
- Met Marco Locurcio
  - Giulia Is Asleep (2000)
  - Jama (2003)
- Met Octurn
  - Chromatic History (1996)
  - Round (2000)
- Met Tomas & co
  - Le Second Souffle De Josaphat (1999)
- Met Kris Defoort & Dreamtime / Kris Defoort Quartet
  - Passages (1999)
- Met The Chris Joris Experience
  - Live at the Jazz Middelheim Festival & Stockholm '97 (1998)
- Met het François Decamps Octet
  - Hamp Digs Ham (1998)
- Met Alice's 5 Moons
  - Alice's 5 Moons (1997)
- Met Fabrizio Cassol / Kris Defoort
  - Variations On A Love Supreme (1995)
- Met het Nathalie Loriers Quartet
  - Dance or die (1993)
- Met Diederik Wissels & David Linx
  - If one more day (1993)